# Haiti a 2020. évi nyári olimpiai játékokon
Haiti a japán Tokióban megrendezett 2020. évi nyári olimpiai játékok egyik részt vevő nemzete volt. Az országot 5 sportágban 6 sportoló képviselte, akik érmet nem szereztek.

## Atlétika
| Versenyző   | Versenyszám   | Előfutam | Előfutam | Elődöntő | Elődöntő | Döntő   | Döntő    |
| Versenyző   | Versenyszám   | Idő      | Hely.    | Idő      | Hely.    | Idő     | Helyezés |
| ----------- | ------------- | -------- | -------- | -------- | -------- | ------- | -------- |
| Mulern Jean | Női 100 m gát | 12,99    | 5.       | 13,09    | 7.       | kiesett | kiesett  |

## Cselgáncs
| Versenyző       | Versenyszám    | 32-es főtábla                   | Nyolcaddöntő | Negyeddöntő | Elődöntő | Vigaszág elődöntő | Döntő/BM | Helyezés |
| --------------- | -------------- | ------------------------------- | ------------ | ----------- | -------- | ----------------- | -------- | -------- |
| Sabiana Anestor | Női harmatsúly | Levytska-Shukvani (GEO) · 00-10 | kiesett      | kiesett     | kiesett  | kiesett           | kiesett  | kiesett  |

## Ökölvívás
| Versenyző         | Versenyszám     | Nyolcaddöntő       | Negyeddöntő       | Elődöntő | Döntő   | Helyezés |
| ----------------- | --------------- | ------------------ | ----------------- | -------- | ------- | -------- |
| Darrelle Valsaint | Férfi középsúly | Tshama (COD) · 4-1 | Baksi (ROC) · 0-5 | kiesett  | kiesett | kiesett  |

## Taekwondo
| Versenyző  | Versenyszám   | Nyolcaddöntő       | Negyeddöntő | Elődöntő | Vígaszág              | Bronzmérkőzés | Döntő   | Hely    |
| ---------- | ------------- | ------------------ | ----------- | -------- | --------------------- | ------------- | ------- | ------- |
| Lauren Lee | Női váltósúly | Jelić (CRO) · 2-22 |             |          | Titoneli (BRA) · 5-26 | kiesett       | kiesett | kiesett |

## Úszás
| Versenyző           | Versenyszám          | Előfutam | Előfutam | Előfutam | Elődöntő | Elődöntő | Elődöntő | Döntő   | Döntő    |
| Versenyző           | Versenyszám          | Idő      | Hely.    | Össz.    | Idő      | Hely.    | Össz.    | Idő     | Helyezés |
| ------------------- | -------------------- | -------- | -------- | -------- | -------- | -------- | -------- | ------- | -------- |
| Davidson Vincent    | Férfi 100 m pillangó | 54,81    | 7.       | 51.      | kiesett  | kiesett  | kiesett  | kiesett | kiesett  |
| Emilie Grand'Pierre | Női 100 m hát        | 1:14,82  | 1.       | 37.      | kiesett  | kiesett  | kiesett  | kiesett | kiesett  |